# SSC Aero
SSC Aero je sportski automobil kojeg proizvodi Shelby Super Cars u Sjedinjenim Državama. Najbolja verzija ovog automobila, SSC Ultimate Aero TT, najbrže je drumsko vozilo na svetu, sa brzinom od 411,76 km/h, a iza njega sledi Bugati vejron. Ova brzina je postignuta na testu u septembru 2007 i zabeležena je u Ginisovoj knjizi rekorda. Ovaj automobil dostiže brzinu od 0-100 km/h za 2,78 sekunde. Postoji tvrdnja da će samo 25 automobila biti proizvedeno. Osnovni Aero model je koštao od $239,000 pa na gore, dok od 2007 godine the Ultimate Aero košta preko $650,000. 

## Performanse (iz 2007 godine)
ima motor od 6,35 litara koji proizvodi 1183 PS (konjskih snaga) sa svojom V-8 turbo mašinom, pri 6950 rpm (obrtaja u minuti). Ima dva turbo punjača i dizajniran je za 91-oktanski benzin. Menjač je sa 6 brzina. Model za 2007 je teži od prethodnog i ima navigacioni sistem, audio/CD/DVD sa deset zvučnika, video/DVD monitor, kameru pozadi, klimu... 
Prvi primerak proizveden 2007 je prodat na eBay-u za $431,100. Kasniji primerci su dostigli cenu od $485,000. U 2006/2007 je planirano da se proizvede samo 24 primeraka.

## Spoljašnje veze
- SSC zvaničan sajt Архивирано на веб-сајту  (10. фебруар 2012) (језик: енглески)